# Heterusia nondescripta
Heterusia nondescripta är en fjärilsart som beskrevs av W. Warren 1901. Heterusia nondescripta ingår i släktet Heterusia och familjen mätare. Inga underarter finns listade i Catalogue of Life.